# Bruno Eckhardt
Bruno Eckhardt (* 25. März 1960 in Rockenhausen; † 7. August 2019 in Frankfurt am Main) war ein deutscher Physiker und Hochschullehrer.

## Leben und Schaffen
Bruno Eckhardt besuchte die Volksschule Ginsweiler und das Gymnasium Lauterecken. Er begann nach dem Abitur 1977 mit dem Studium der Physik, Mathematik und Informatik an der Universität Kaiserslautern. Nach zwei Jahren (1981–1983) am Georgia Institute of Technology in Atlanta, USA, wurde er 1986 an der Universität Bremen promoviert. Er war von 1986 bis 1988 wissenschaftlicher Mitarbeiter am Institut für Festkörperforschung der Kernforschungsanlage Jülich und bis 1992 wissenschaftlicher Assistent an der Universität Marburg, wo er sich 1992 bei Siegfried Großmann in Theoretischer Physik habilitierte. Er war von 1992 bis 1996 Professor für Physik an der Carl von Ossietzky Universität Oldenburg und hatte von 1996 bis zu seinem Tod im Jahr 2019 einen Lehrstuhl für Theoretische Physik an der Philipps-Universität Marburg inne.

## Forschungsschwerpunkte
Eckhardt arbeitete auf dem Gebiet der Nichtlinearen Dynamik, die häufig auch als Chaosforschung bezeichnet wird. In seinen Schwerpunkten Quantenchaos und Übergang von laminarer zu turbulenter Strömung entwickelte er numerische Simulationen, die neue Zugänge zu diesen Gebieten eröffneten. Er wurde 2002 mit dem Leibniz-Preis ausgezeichnet.
Als Wissenschaftler war er bei zahlreichen internationalen wissenschaftlichen Konferenzen führend beteiligt. Unter anderem war er im Steering Committee der Dynamics Days Europe und der European Turbulence Conferences sowie der IUTAM-Konferenzen in Bristol 2004 und in Nagoya 2006.
Eckhardt hatte 2021 laut Scopus einen h-Index von 47 und lag damit in etwa gleichauf mit seinem einstigen Mentor Siegfried Großmann.

## Preise, Ämter und Mitgliedschaften
- Geschäftsführender Direktor des Zentrums für Synthetische Mikrobiologie (2010–2016)
- Mitglied des Senates der Deutschen Forschungsgemeinschaft (2008–2014)[5]
- Patricia-Pahamy-Preis, Lehrpreis von der Fachschaft Physik für besonders studierendenfreundliche Leistungen (2008)
- Fellowship der European Mechanical Society (2006)
- Fellowship der American Physical Society (2005)
- Fellowship des Institute of Physics London (2004)
- Gastprofessur der University of Maryland, College Park (2004/2005)
- Gottfried-Wilhelm-Leibniz-Preis der Deutschen Forschungsgemeinschaft (2002)
- Mitglied des Vorstandes und Geschäftsführender Direktor des Instituts für Chemie und Biologie des Meeres (Oldenburg, 1995–1996)
- Physik-Preis, Göttinger Akademie der Wissenschaften (1994)
- Bremer Studienpreis für seine Dissertation im Bereich Natur- und Ingenieurwissenschaften (1987)
- Stipendium der Studienstiftung des deutschen Volkes (1980–1982)

## Veröffentlichungen
Monographien:
- Chaos. Fischer, Frankfurt 2004, ISBN 3-596-15569-X.

Aufsätze (Auswahl):
- Fractal properties of scattering singularities. Journal of Physics A, Band 20, 1987, S. 5971.
- Irregular scattering, Physica D: Nonlinear Phenomena. Band 33, 1988, S. 89–98.
- Quantum mechanics of classically non-integrable systems. Physics Reports, Band 163, 1988, S.  205–297.
- mit G. Hose, E. Pollak: Quantum mechanics of a classically chaotic system: Observations on scars, periodic orbits, and vibrational adiabaticity. Phys. Rev. A, Band 39, 1989, S. 3776.
- mit Predrag Cvitanović: Periodic-orbit quantization of chaotic systems. Phys. Rev. Lett., Band 63, 1989, S. 823–826.
- mit P. Cvitanovic: Periodic orbit expansions for classical smooth flows. Journal of Physics A: Mathematical and General, Band 24, 1991, S. L237.
- mit A. Schmiegel: Fractal stability border in plane Couette flow. Phys. Rev. Lett., Band 79, 1997, S. 5250.
- mit H. Faisst: Traveling waves in pipe flow. Phys. Rev. Lett., Band 91, 2003, S. 224502.
- mit H. Faisst: Sensitive dependence on initial conditions in transition to turbulence in pipe. Journal of Fluid Mechanics, Band  504, 2004, S. 343–352.
- mit B. Hof u. a.: Experimental observation of nonlinear traveling waves in turbulent pipe flow. Science, Band 305, 2004, S. 1594–1598.
- mit Steven H. Strogatz, Daniel M. Abrams, Allan McRobie, Edward Ott: Theoretical mechanics: Crowd synchrony on the Millennium Bridge. In: Nature. 438, 2005, S. 43–44, doi:10.1038/438043a.
- mit B. Hof, J. Westerweel, T. M.Schneider: Finite lifetime of turbulence in shear flows. Nature, Band 443, 2006, S. 59–62.
- mit J. D. Dkufca, James A. Yorke: Edge of chaos in a parallel shear flow. Phys. Rev. Lett., Band 96, 2006, S. 174101.
- mit T. M. Schneider, B. Hof, J. Westerweel: Turbulence transition in pipe flow. Annu. Rev. Fluid Mech., Band 39, 2007, S. 447–468.
- mit T. M. Schneider, J. A. Yorke: Turbulence transition and the edge of chaos in pipe flow. Phys. Rev. Lett., Band 99, 2007, S. 034502.
- mit E. Ott, S. H. Strogatz, D. M. Abrams, A. McRobie: Modeling walker synchronization on the Millennium Bridge. Phys. Rev. E, Band 75, 2007, S. 021110.

Herausgeberschaften:
- mit Harald Friedrich: Classical, Semiclassical and Quantum Dynamics in Atoms (= Springer Lecture Notes in Physics. Band 485). Springer, Berlin 1997.
- Nonlinearity. ab 2004, ISSN 0951-7715 (Print), ISSN 1361-6544 (Online)
- Nonlinear Science. ab 1997, ISSN 2077-8139
- Physik Journal. ab 2005, ISSN 1617-9439
- Physical Review E. 2001–2006, ISSN 1539-3755 (Print), ISSN 1550-2376 (Online), ISSN 1538-4519 (CD-ROM)